# El 20
“El 20” fue un programa de televisión transmitido por la cadena MTV Networks en Latinoamérica, para sus tres señales: norte, centro y sur. El mismo presentaba un conteo de 20 posiciones, además de notas especiales, entrevistas e inoportunos videos extras.

## En MTV Sur
En MTV Sur (Argentina, Uruguay y Paraguay), "El 20" repasaba cada semana los mejores 20 videos, teniendo en cuenta novedades alternativas e independientes, dándole apoyo a nuevos artistas y desconocidos, tanto en el ámbito local como internacional. De lunes a jueves se dan a conocer 5 videos que en esa semana formarán parte del conteo, pero sin especificar la posición en la cual quedaron. De tal manera se saben los 20 videos del Top antes de que el mismo sea transmitido, pero los lugares que ocuparon recién se dan a conocer los viernes, en un especial de 2 horas, en el que se involucran también una nota semanal (que generalmente consta de dos partes transmitidas en dos lapsos o períodos distintos durante el show) y, a veces, uno o más videos extras que no están en el conteo.
Al año siguiente, a diferencia de la temporada anterior, fue transmitido los domingos, que luego cambió a los sábados a finales de ese mismo año, presentando los 20 videos en dos horas, y no segmentos de cinco videos de lunes a jueves con su conteo el viernes, como era el año anterior, y los artistas que se veian en el conteo ya no eran alternativos o independientes, sino que eran videos que también se veian en Los 10+ Pedidos.

## En MTV Norte y Centro
En MTV Norte (México) y Centro (todos los países latinoamericanos excepto Brasil y los que integran las regiones norte y sur) se emiten de lunes a jueves 5 posiciones (los lunes del #20 al #16, martes #15 al #11, etc.) hasta llegar al #01, los días jueves. Finalmente, los viernes se pasa el conteo completo, con notas y extras incluidos. En estas regiones, lo que se toma en cuenta son los mejores videos de la semana según MTV, que estén rotando en el canal. Tiene algunas similitudes a Los 10+ Pedidos, con la única diferencia de que éste se basa en los votos de los usuarios y "El 20" no. Fue conducido por el VJ argentino Francisco. Se ha creado polémica en las últimas semanas ya que, mientras el programa de norte transmite el conteo de la semana actual, el show de centro pasa el ranking de la semana siguiente. A partir de ello se dio a conocer que el top está previamente definido, y no se actualiza cada semana en tiempo real.
Al año siguiente el programa lo conduce el VJ argentino Jero, quien revisa el conteo todos los viernes, mostrando lo último en música.